# Du bist immer noch bei mir
Du bist immer noch bei mir (jap. いつでも会える, itsudemo aeru) ist ein Bilderbuch von Mariko Kikuta aus dem Jahr 1998 und behandelt das kindliche Verstehen von Einsamkeit und Tod.

## Handlung
"Du bist immer noch bei mir" von Mariko Kikuta beschreibt, aus der Sicht des Hundes Shiro, den Verlust seiner Bezugsperson Miki. 
Zunächst wird die glückliche Beziehung zwischen Shiro und Miki dargestellt, anschließend kommt Shiros Trauer über den Tod Mikis zum Ausdruck. Im weiteren Verlauf des Buches entwickelt Shiro eine Methode, mit seiner Trauer umzugehen und kommt am Ende des Buches zu der Erkenntnis, dass er Miki in seiner Erinnerung jederzeit wiedersehen kann.

## Inhaltliche Analyse
Das Buch thematisiert den Tod einer geliebten Person.
Auf den ersten sechs Doppelseiten wird die fröhliche Beziehung zwischen dem Hund Shiro und dem Mädchen Miki, sowie ihre Liebe zueinander dargestellt. "Wir hatten immer Spaß, waren fröhlich und sehr glücklich.", berichtet Shiro. "Ich hatte Miki sehr, sehr gern!"
Die siebte Doppelseite zeigt Shiros Rückenansicht, in der Ferne ist ein Grab mit einem davorliegenden Blumenstrauß zu sehen. "Wir würden immer zusammenbleiben...dachte ich.", lautet der Text zu dieser Doppelseite. 
Auf den folgenden Seiten sieht Shiro sehr traurig aus, manche Darstellungen zeigen ihn mit Tränen im Gesicht. Er fragt nach dem Warum und Wieso und beschreibt seine Einsamkeit. Daraus resultierend äußert Shiro mehrfach den Wunsch, Miki wiederzusehen. "Ich wollte Miki wieder sehen, unbedingt wieder sehen!", lautet der Text neben einer Darstellung des Hundes, der wild entschlossen mit den Pfoten auf den Boden zu stampfen scheint.
Die folgende Doppelseite zeigt Shiro, der mit einer Träne im Gesicht vor seiner Hundehütte liegt; am Himmel sind der Mond sowie einige Sterne zu sehen. Shiros Augen sind geöffnet.
Auf der folgenden Doppelseite ist zu sehen, dass Shiro nun eingeschlafen ist. Im Traum hört er Mikis Stimme, die ihm sagt, dass sie trotzdem immer bei ihm ist, auch, wenn sie sich nicht mehr sehen können und nicht mehr miteinander spielen und miteinander kuscheln können.
Seit diesem Traum sieht Shiro wieder glücklich aus. Er berichtet, dass er nun weiß, dass er Miki jederzeit wiedersehen kann, wenn er die Augen schließt und an sie denkt. „Sie ist weit weg, aber auch ganz nah. Denn in meiner Erinnerung ist alles, wie es immer war und wir sind wieder zusammen.“, lautet seine Lösung zum Umgang mit der Trauer über den Verlust Mikis.

## Handlungsträger
In diesem Buch geht es um die Geschichte des Hundes Shiro und des Mädchens Miki.
Shiro wird dargestellt als ein Hund mit Schlappohren und einem Halsband. Wenn Shiro sich auf die Hinterpfoten stellt, kann er seine Vorderpfoten bequem in Mikis Hände legen, wie eine Darstellung der beiden als tanzendes Paar zeigt.
Miki trägt ein Kleid und hat etwa schulterlanges, glattes Haar. Auf einer Darstellung trägt sie einen Hut. Shiro beschreibt sich mit den Worten "Ich bin Mikis Hund", wodurch deutlich wird, dass Miki seine Hauptbezugsperson ist.
Weitere Personen oder Tiere werden in diesem Buch nicht erwähnt.

## Sprachstil
Das Buch ist klar und verständlich aus der Perspektive des Hundes Shiro geschrieben. Die Sätze sind im Allgemeinen kurz gehalten, längere Sätze erstrecken sich über mehrere Seiten. Insgesamt enthält die deutsche Version dieses Buches 173 Wörter. Auf Grund der geringen Wortzahl, der leicht verständlichen Sprache und der großen, ansprechenden Schriftart ist dieses Buch sehr kindgerecht.
Die einfache Satzstruktur und die lockere Schriftart stehen im Kontrast zu dem traurigen, komplexen Inhalt des Buches, welchem durch die ansprechende Darstellung in Text und Bild viel von seinem Schrecken genommen wird.

## Formale Gegebenheiten
Das Buch enthält keine Seitenzahlen und es ist nicht in Kapitel unterteilt. Überwiegend ist das Buch so aufgebaut, dass sich auf einem der beiden Teile einer Doppelseite der Text und auf dem anderen ein dazu passendes Bild befindet. Selten erstreckt sich ein Bild über beide Seiten, teilweise ist auch auf beiden Seiten zusätzlich zu den Bildern Text zu finden. Eine Doppelseite, welche ausschließlich Text oder ausschließlich Bilder enthält, gibt es nicht.
Der Text gleicht in Schriftart, -farbe und -größe dem Titel des Buches, nur an einer Stelle wird weiße Schrift auf gelbem Untergrund verwendet. 
Die Illustrationen sind, wie auch der Text, in schwarzer Farbe gehalten auf weißem Hintergrund gehalten. Partiell kommt gelbe Farbe zum Einsatz um Schatten darzustellen und Akzente zu setzen. In einem Fall ist der Hintergrund einer Doppelseite gelb, die Schrift ist dann weiß. 
Auf der letzten Seite des Buches befinden sich das Impressum sowie ein Informationstext über die Autorin.

## Bibliographische Angaben
Format: Buch 13,5 × 17, 5 cm / Gebundene Ausgabe (mit Schutzumschlag), 48 Seiten 
Verlag: Carlsen Comics
ISBN 3-551-77431-5
Erstmals veröffentlicht wurde das Buch, welches den Originaltitel ITSUDEMO AERU trägt, im November 1998 in Japan. Im Oktober 2003 folgte die Veröffentlichung der deutschen Übersetzung beim Carlsen-Verlag. Die Übersetzung übernahm Claudia Peter.

## Auszeichnungen
Du bist immer noch bei mir wurde auf der Kinderbuchmesse in Bologna 1999 mit dem Sonderpreis der Jury ausgezeichnet. In der Begründung hieß es: „Dieses Buch ist hervorragend dazu geeignet, Kindern das schwierige Thema Tod näher zu bringen.“